# 요네사카선
요네사카선(일본어: 米坂線)은 일본 야마가타현 요네자와시의 요네자와역부터 니가타현 무라카미시의 사카마치역을 잇는 동일본 여객철도의 철도 노선(지방 교통선)이다.

## 노선 정보
- 관할 (사업 종별) : 동일본 여객철도 (제 1 종 철도사업자)
- 구간 · 노선 거리 (영업 거리) : 요네자와 역 - 사카마치 역 90.7km
- 역 수 : 20 (기종점역 포함)
  - 요네사카 선 소속 역으로 한정된 경우, 기종점역(요네자와 역은 오우 본선, 사카마치 역은 우에쓰 본선의 소속)이 제외되어, 18역이 된다.
- 궤간 : 1067mm
- 복선화 구간 : 없음 (전 구간 단선)
- 전철화 구간 : 없음 (전 구간 비 전철화)
- 폐색방식 : 특수 자동 폐색식 (궤도 회로 검지식)
- 최고속도 : 85km/h
- 운전 지령소 :
  - 요네자와 - 이마이즈미 간 : 센다이 종합 지령실 (이와이즈미 CTC)
  - 이마와이즈미 - 사카마치 간 : 니가타 종합 지령실 (오구니 CTC)

요네자와 - 이마이즈미 간은 동일본 여객철도 센다이 지사, 이마이즈미 - 사카마치 간은 동일본 여객철도 니가타 지사의 관할이다.

## 역 목록
| 역명           | 일어 역명 | 역간 거리 | 영업 거리 | 접속 노선                                                 | 소재지     | 소재지           | 소재지      |
| -------------- | --------- | --------- | --------- | --------------------------------------------------------- | ---------- | ---------------- | ----------- |
| 요네자와       | 米沢駅    | -         | 0.0       | 동일본 여객철도 야마가타 신칸센 · 오우 본선 (야마가타 선) | 야마가타현 | 요네자와시       | 요네자와시  |
| 미나미요네자와 | 南米沢    | 3.1       | 3.1       |                                                           | 야마가타현 | 요네자와시       | 요네자와시  |
| 니시요네자와   | 西米沢    | 3.4       | 6.5       |                                                           | 야마가타현 | 요네자와시       | 요네자와시  |
| 나루시마       | 成島      | 3.1       | 9.6       |                                                           | 야마가타현 | 요네자와시       | 요네자와시  |
| 주군           | 中郡      | 2.9       | 12.5      |                                                           | 야마가타현 | 히가시오키타마군 | 가와니시 정 |
| 우젠코마쓰     | 羽前小松  | 4.4       | 16.9      |                                                           | 야마가타현 | 히가시오키타마군 | 가와니시 정 |
| 이누카와       | 犬川      | 2.5       | 19.4      |                                                           | 야마가타현 | 히가시오키타마군 | 가와니시 정 |
| 이마이즈미     | 今泉      | 3.6       | 23.0      | 야마가타 철도 플라워 나가이 선                            | 야마가타현 | 나가이시         | 나가이시    |
| 하규           | 萩生      | 4.3       | 27.3      |                                                           | 야마가타현 | 니시오키타마군   | 이데 정     |
| 우젠쓰바키     | 羽前椿    | 2.8       | 30.1      |                                                           | 야마가타현 | 니시오키타마군   | 이데 정     |
| 데노코         | 手ノ子    | 4.6       | 34.7      |                                                           | 야마가타현 | 니시오키타마군   | 이데 정     |
| 우젠누마자와   | 羽前沼沢  | 9.2       | 43.9      |                                                           | 야마가타현 | 니시오키타마군   | 오구니 정   |
| 이사료         | 伊佐領    | 6.1       | 50.0      |                                                           | 야마가타현 | 니시오키타마군   | 오구니 정   |
| 우젠마쓰오카   | 羽前松岡  | 4.7       | 54.7      |                                                           | 야마가타현 | 니시오키타마군   | 오구니 정   |
| 오구니         | 小国      | 3.6       | 58.3      |                                                           | 야마가타현 | 니시오키타마군   | 오구니 정   |
| 에치고카나마루 | 越後金丸  | 9.5       | 67.8      |                                                           | 니가타현   | 이와후네군       | 세키카와촌  |
| 에치고카타카이 | 越後片貝  | 5.3       | 73.1      |                                                           | 니가타현   | 이와후네군       | 세키카와촌  |
| 에치고시모세키 | 越後下関  | 6.6       | 79.7      |                                                           | 니가타현   | 이와후네군       | 세키카와촌  |
| 에치고오시마   | 越後大島  | 3.8       | 83.5      |                                                           | 니가타현   | 이와후네군       | 세키카와촌  |
| 사카마치       | 坂町      | 7.2       | 90.7      | 동일본 여객철도 우에쓰 본선                               | 니가타현   | 무라카미시       | 무라카미시  |